# Iker Fimbres
Iker Jareth Fimbres Ochoa (Hermosillo, 2 giugno 2005) è un calciatore messicano, centrocampista del Monterrey.

## Carriera

### Club
È cresciuto nel settore giovanile del Monterrey ed ha debuttato in prima squadra il 19 agosto 2023 nell'incontro di Leagues Cup perso 3-0 contro il Philadelphia Union. Il 14 luglio del 2024 ha esordito anche in Liga MX contro il Cruz Azul ed il 20 ottobre ha segnato i suoi primi gol realizzando una doppietta nel successo per 4-2 contro il Tigres UANL.

### Nazionale
Ha giocato con le nazionale messicana Under-20.

## Statistiche

### Presenze e reti nei club
Statistiche aggiornate al 2 marzo 2025.
| Stagione        | Squadra         | Campionato      | Campionato | Campionato | Coppe nazionali | Coppe nazionali | Coppe nazionali | Coppe continentali | Coppe continentali | Coppe continentali | Altre coppe | Altre coppe | Altre coppe | Totale | Totale | Totale |
| Stagione        | Squadra         | Comp            | Pres       | Reti       | Comp            | Pres            | Reti            | Comp               | Pres               | Reti               | Comp        | Pres        | Reti        | Pres   | Reti   |        |
| --------------- | --------------- | --------------- | ---------- | ---------- | --------------- | --------------- | --------------- | ------------------ | ------------------ | ------------------ | ----------- | ----------- | ----------- | ------ | ------ | ------ |
| 2023-2024       | Monterrey       | LMX             | 0          | 0          | -               | -               | -               | CCC                | 0                  | 0                  | LC          | 1           | 0           | 1      | 0      |        |
| 2024-2025       | Monterrey       | LMX             | 25         | 2          | -               | -               | -               | CCC                | 2                  | 0                  | LC          | 2           | 0           | 29     | 2      |        |
| Totale carriera | Totale carriera | Totale carriera | 25         | 2          |                 | -               | -               |                    | 2                  | 0                  |             | 3           | 0           | 30     | 2      |        |